# Комков, Даниил Евгеньевич
Даниил Евгеньевич Комков (род. 11 сентября 2000) — российский трековый велогонщик, выступавший за трековую команду Marathon-Tula.

## Достижения

### Трек
2018
2-й Чемпионат России — гит 250 м с места
2-й Чемпионат России — командный спринт на 3 круга (с Алексеем Носовым и Александром Дубченко)
2019
3-й Чемпионат Европы — командный спринт U23
2020
 Чемпионат Европы — командный спринт U23
2021
3-й Чемпионат России — командный спринт